# Mues
Mues település Spanyolországban, Navarra autonóm közösségben. Mues Mendaza, Desojo, Los Arcos, Sorlada és Etayo községekkel határos. Lakosainak száma 76 fő (2024).

## Népesség
A település népessége az elmúlt években az alábbi módon változott:
| Lakosok száma | 110  | 108  | 107  | 98   | 96   | 81   | 82   | 75   | 82   | 76   |
|               | 2001 | 2004 | 2007 | 2009 | 2012 | 2014 | 2017 | 2019 | 2022 | 2024 |